# Jean-François Bette
Jean-François-Nicolas Bette, derde markies van Lede (Lede, 6 december 1672 - Madrid, 11 januari 1725) was een Zuid-Nederlands militair.

## Afkomst
Hij stamde uit het geslacht Bette, ridders in dienst van de graven van Vlaanderen. In Lede waren zij baron sinds 1607, en markies sinds 1633. Zijn ouders waren Ambroise-Augustin-François Bette, de tweede markies van Lede, en Dorothée-Brigitte de Croÿ, uit het huis Croÿ-Solre.

## Levensloop
Bette ging in militaire dienst en werd al snel generaal in het Spaanse leger in de Nederlanden. Daarnaast was hij hoogbaljuw van Aalst en Geraardsbergen.
Bij het uitbreken van de Spaanse Successieoorlog koos hij de zijde van Filips van Anjou en werd door hem in 1703 benoemd tot ridder in de (Spaanse) Orde van het Gulden Vlies. Hij streed in de Slag bij Ekeren (1703) en de Slag bij Ramillies (1706), waarna het Anjouaanse regime in de Nederlanden werd weggeveegd. Bette bleef Filips V trouw en zou namens hem Majorca heroveren (1714).
Tijdens de Oorlog van de Quadruple Alliantie stond Bette aan het hoofd van het Spaanse invasieleger dat Sicilië opnieuw onder Spaanse controle moest brengen. Hij bezette het eiland en werd onderkoning van Sicilië. De wettige onderkoning, Annibale Maffei voor het Huis Savoye, had Sicilië dan verlaten. In de veldslagen bij Milazzo (1718) en Francavilla (1719) wist Bette de Oostenrijkers van zich af te slaan. De Spaanse vloot was echter verslagen in de zeeslag bij Kaap Passero en de Spaanse troepen zaten vast op het eiland. Met het Verdrag van Den Haag liet Filips V zijn aanspraken op Sicilië varen en kon het Spaanse leger onder leiding van Bette worden geëvacueerd.
In 1720-1721 werd Bette belast met een expeditie ter ontzetting van Ceuta, dat werd belegerd door Moulay Ismail. Hij keerde in triomf terug naar Madrid en werd verheven tot Grande van Spanje van de eerste klasse. Aan het eind van zijn leven werd hij nog voorzitter van de Spaanse oorlogsraad.

## Huwelijk en kinderen
Jean-François Bette trouwde in 1722 met Anne-Marie de Croÿ, uit het huis Croÿ-Roeulx. Hun enige zoon Ferdinand-François Bette ging eveneens in Spaanse, vervolgens in Franse militaire dienst. Hij was de vierde en laatste markies van Lede en de laatste vertegenwoordiger van het huis Bette (†1779).
- Catàleg d'autoritats de noms i títols de Catalunya: 981058514777206706
- Virtual International Authority File: 312543706